# Рогачиці
Рогачиці (словен. Rogačice) — поселення в общині Севниця, Споднєпосавський регіон, Словенія. Висота над рівнем моря: 506,6 м.